# Sphaerangium
Sphaerangium là một chi rêu trong họ Pottiaceae.